# Спортивні об'єкти зимових Олімпійських і Паралімпійських ігор 2022
Ігри XXIV Зимових Олімпійських ігор мають відбутися в Китаї, з 4 по 20 лютого 2022 року, а XIII Паралімпійські зимові ігри з 4 по 13 березня 2022 року.

## Спортивні споруди
Змагання зимової Олімпіади відбудуться у трьох місцях: у Пекіні, в Яньцині та в Чжанцзякоу. У Пекіні пройдуть усі льодові змагання Зимових Олімпійських ігор та змагання зі сноуборду та фрістайлу; у Яньціні пройдуть змагання з гірських лиж та снігоходів; у Чжанцзякоу пройдуть змагання зі сноуборду та фрістайлу.

### Спортивні об'єкти Пекіна
У кластері Пекіна розташовані дванадцять змагальних та позазмагальних об'єктів, 11 з яких є спадщиною Олімпійських ігор 2008 року, а 9 використовуються безпосередньо. Зона змагань у Пекіні також є зоною змагань із найбільшою кількістю спортивних об'єктів та споруд серед трьох зон змагань.

### Спортивні об'єкти Чжанцзякоу
Змагальна зона Чжанцзякоу розташована в районі Тайцзічен (село Прінсчен, село Куйяншу) за 220 км від центру Пекіна і за 130 км від гірського району Сяохайтуо. Тут проходитимуть змагання сноуборду, фрістайлу, біговим лижам та стрибкам із трампліну. У кластері 8 майданчиків (5 для змагань та 3 допоміжних). З них два — існуючі, 4 — нові та 2 — тимчасові.